# Sitticus rupicola
Sitticus rupicola là một loài nhện trong họ Salticidae.
Loài này thuộc chi Sitticus. Sitticus rupicola được Carl Ludwig Koch miêu tả năm 1837.